# UFC Fight Night: Rozenstruik vs. Sakai
UFC Fight Night: Rozenstruik vs. Sakai (även UFC Fight Night 189, UFC on ESPN+ 47 och UFC Vegas 28) var en MMA-gala anordnad av UFC. Den ägde rum 5 juni 2021 vid UFC APEX i Las Vegas, NV, USA.

## Bakgrund
En tungviktsmatch mellan Jairzinho Rozenstruik  och Augusto Sakai  var galans huvudmatch.

## Ändringar
En fjäderviktsmatch mellan Nate Landwehr och Makwan Amirkhani var tänkt att gå av stapeln på den här galan men Landwehr ströks från kortet och ersattes av UFC-debutanten Kamuela Kirk.
En mellanviktsmatch mellan Tom Breese och Antônio Arroyo var tänkt att öppna huvudkortet, men strax innan matchen skulle gå av stapeln meddelades det att den fick avbokas då Breese drabbats av medicinska problem.

### Invägning
Vid invägningen strömmad via Youtube vägde utövarna följande:

## Resultat

### Bonusar
Följande MMA-utövare fick bonusar om 50 000 USD vardera:
- Fight of the Night: Santiago Ponzinibbio vs. Miguel Baeza
- Performance of the Night: Jairzinho Rozenstruik och Marcin Tybura